# Nyíregyháza (nádraží)
Nyíregyháza je železniční stanice v Maďarsku, ve městě Nyíregyháza, které se nachází v župě Szabolcs-Szatmár-Bereg. Stanice byla otevřena v roce 1858.

## Historie
Stanice byla otevřena roku 1858, kdy byla zprovozněna trať Debrecín–Nyíregyháza.
Během let byly ze stanice postaveny tratě na Záhony, Miškovec, Nyírbátor, Nyíradony a Mátészálku.

## Provozní informace
Stanice má celkem 5 nástupišť a 9 nástupních hran. Ve stanici je možnost zakoupení si jízdenky a je elektrizovaná střídavým proudem 25 kV, 50 Hz. Provozuje ji společnost MÁV.

## Doprava
Stanice je hlavním nádražím ve městě. Zastavuje zde pár mezinárodních vlaků do Mukačeva a Vídně. Dále zde jezdí několik vnitrostátních vlaků InterCity na trase Budapešť–Nyíregyháza–Záhony či zde zastavují okružní InterCity (maďarsky Kör-IC) z Budapest-Nyugati pu. přes Szolnok, Debrecín, Miškovec do Budapest-Keleti pu. Osobní vlaky odsud jezdí do Budapešti, Záhony, Miškovce, Vásárosnamény, Mátészalky, Tiszalöku a Csengeru.

## Tratě
Stanicí procházejí tyto tratě:
- Szolnok–Debrecín–Záhony (MÁV 100)
- Szerencs–Nyíregyháza (MÁV 100c)
- Nyíregyháza–Nagykálló–Nyíradony (MÁV 112) (bez dopravy v úseku Nagykálló–Nyíradony)
- Nyíregyháza–Mátészalka–Zajta (MÁV 113)
- Nyíregyháza–Baktalórántháza–Vásárosnamény (MÁV 116)
- Nyíregyháza–Tiszalök–Ohat-Pusztakócs (MÁV 117) (bez dopravy v úseku Tiszalök–Ohat-Pusztakócs)

## Galerie

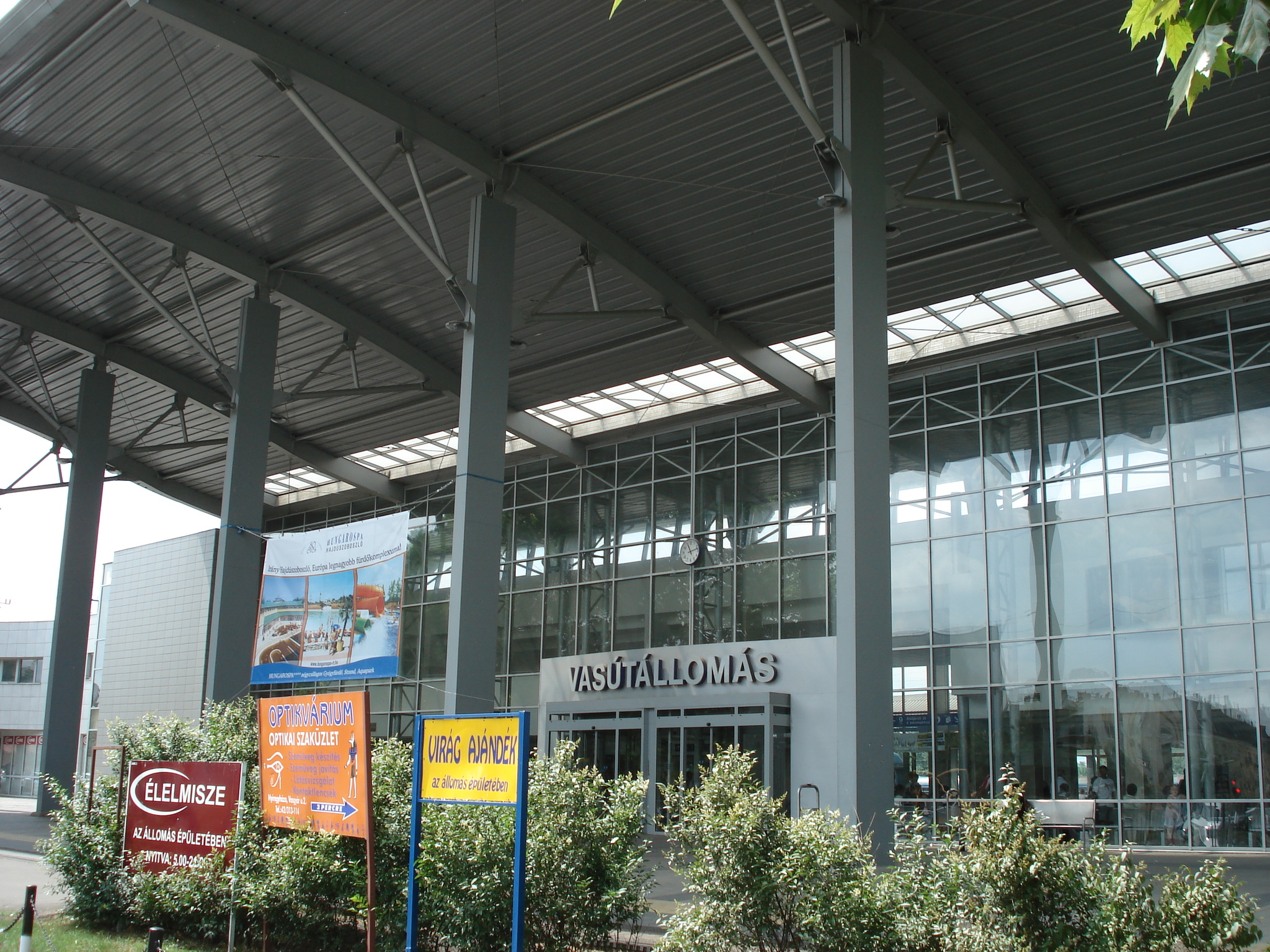
Staniční budova
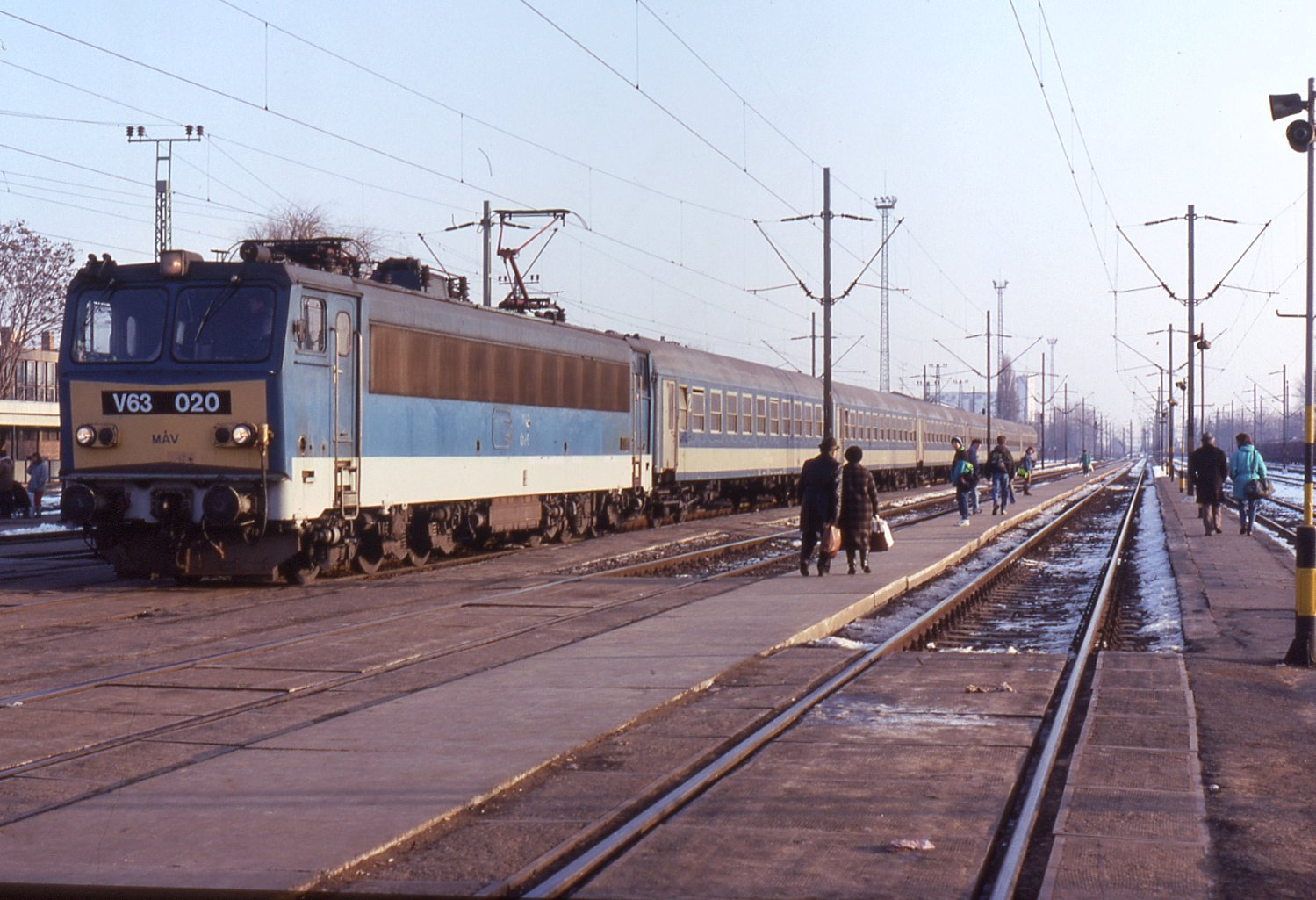
Vzhled stanice před modernizací
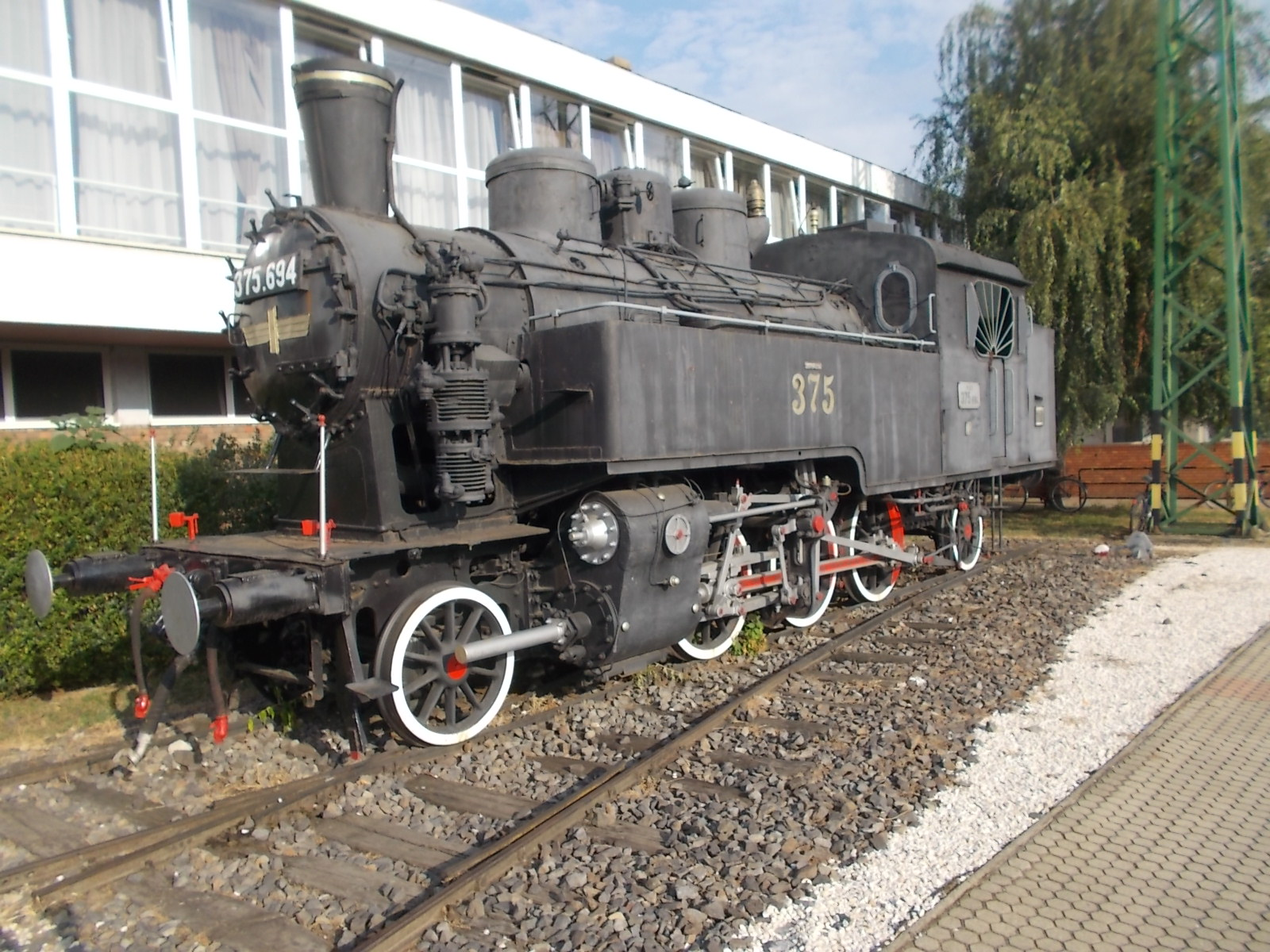
Pomník s parní lokomotivou 375.694 před stanicí